# Bop Gun (One Nation)
Bop Gun (One Nation) è un singolo discografico del rapper statunitense Ice Cube, pubblicato nel 1994 ed estratto dall'album Lethal Injection. Il brano vede la partecipazione del cantante George Clinton.

## Il brano
Il brano utilizza un campionamento del brano One Nation Under a Groove del 
gruppo Funkadelic (1978).

## Video
Il videoclip della canzone è stato diretto da Cameron Casey e vede la partecipazione di Bootsy Collins e WC.